# Manfred Schulte (Fußballspieler)
Manfred Schulte (* 26. September 1966 in Papenburg) ist ein ehemaliger deutscher Fußballspieler.

## Karriere
Schulte begann 1971 in der Jugend von JSG Rhede/Brual/Neurhede mit dem Fußballspielen, wo er bis 1977 blieb und anschließend er Amisia Papenburg wechselte. Bei der Amisia spielte er von 1977 bis 1987 sowohl in der Jugend als auch im Herrenbereich. 1986 wechselte er für drei Jahre zum VfB Oldenburg, nach seiner Zeit in Oldenburg wechselte er 1989 zum SV Meppen, wo er die folgenden elf Jahre in der 2. Bundesliga, der Regionalliga und in der Oberliga spielte. Danach wechselte er bis zum Dezember 2000 zum TuS Weener. Nach einem halben Jahr kehrte er im Januar 2001 nach Papenburg zurück und spielte ein halbes Jahr für den Bezirksligisten, wo er im Sommer 2001 seine Karriere beendete.

### Als Trainer
Nach seinem Karriereende wurde Schulte 2001 Trainer beim SC Blau-Weiß Papenburg und stieg mit dem Verein 2005 in die Bezirksliga auf. Nachdem Bezirksliga Aufstieg, verließ er im Frühjahr 2007 Papenburg. Nach seinem aus im Juni 2007 bei Papenburg, verpflichtete der Kreisligist SV Strücklingen, Schulte als Trainer der ersten Mannschaft. Nach drei Jahren verließ er im Sommer 2010 die Mannschaft aus der Gemeinde Saterland. Im Sommer 2012 heuerte er bei seinem ehemaligen Verein Blau-Weiß Papenburg als Trainer an. Am 10. April 2013 verkündete Schulte, dass er den Verein zum Saisonende verlassen will, wurde jedoch nach dieser unverhofften Ankündigung an den Vorstand, bereits am 12. April 2013 von seinem Amt freigestellt. Am 14. Juni 2013 bestätigte Fußballobmann Bernd Jakobi Schultes Rückkehr zum SV Strücklingen.